# Tom Kapinos
Tom Kapinos (Levittown, 1969) is een uitvoerend televisieproducent werkzaam bij de televisie- en filmproducent Fox Entertainment Group en scenarioschrijver. Kapinos is vooral bekend geworden met zijn hitserie Californication.

## Levensloop
Kapinos werd geboren in Levittown, New York, waar hij zijn middelbare school heeft afgemaakt.
In 1990 verhuisde Kapinos naar Californië, waar hij voor diverse mediabedrijven werkzaam was. In 1999, toen het bedrijf Creative Artists Agency (CAA) waar Kapinos werkzaam was werd overgenomen door Fox, begon hij als uitvoerend producent voor de Fox Entertainment Group. In de jaren dat hij werkzaam was voor Fox werkte Kapinos aan bekende projecten als Dawson's Creek en Californication. Kapinos is niet alleen de uitvoerend producent van de serie Californication maar ook is hij hoofdscenarioschrijver, wat de serie deels autobiografisch maakt, omdat de basislijnen van het verhaal uit Kapinos' leven komen.
- Biblioteca Nacional de España: XX4773876
- Bibliothèque nationale de France: cb157852563 (data)
- Gemeinsame Normdatei: 136768903
- International Standard Name Identifier: 0000 0001 1946 7389
- Library of Congress Control Number: no2009197590
- Nationale Bibliotheek van Tsjechië: xx0256504
- Nederlandse Thesaurus van Auteursnamen: 374312060
- Système universitaire de documentation: 196437377
- Virtual International Authority File: 12637522
- WorldCat: E39PBJkdqPdCHH6jPpG79WxqwC